# Брановер, Герман Герцевич
Ге́рман (Ирмия́гу) Ге́рцевич Бра́новер (род. 13 декабря 1931, Рига) — советский и израильский механик и физик, публицист и общественный деятель. Доктор физико-математических наук (1969), профессор (1970).
Один из основоположников магнитной гидродинамики (МГД) жидких металлов, автор трудов по аэродинамике.

## Биография
Родился в Риге, в семье агронома Герца Шоелевича Брановера, выходца из Бессарабии (Оргеев), и Дарьи (Двойры) Ильиничны Михлиной (1898—?) — дочери известного в городе детского врача Ильи-Бенциона Михлина. Отец погиб при отступлении советских войск из Латвии в начале июля 1941 года, а матери с тремя детьми (Исаем, Маргаритой и Германом) удалось эвакуироваться в село Черлак Омской области, где она устроилась счетоводом в контору «Заготзерно». Старший брат был призван в действующую армию и служил в 201-й Латвийской стрелковой дивизии. В 1945 году семья возвратилась в Ригу, где Герман Брановер сдал экстерном экзамены за восемь классов и поступил в девятый класс вечерней школы.
Окончил Ленинградский политехнический институт (гидротехнический факультет) в 1953 году и был направлен в рижский филиал НИИ Гипробум.
В 1953—1959 годах преподавал на инженерном отделении в Рижском университете и одновременно окончил физико-математический факультет этого университета (1960), в 1959—1971 годах — старший научный сотрудник АН Латвийской ССР. После подачи документов на выезд в Израиль в начале 1971 года был уволен с работы и оставался безработным до своего отъезда из СССР в конце 1972 года. Кандидат физико-математических наук (1962).
В 1973—1975 годах — профессор Тель-Авивского университета. Одновременно, с 1973 года, профессор и заведующий центром магнитогидродинамики Университета имени Бен-Гуриона в Беэр-Шеве.
Автор монографий «Турбулентные МГД-течения в трубах» (1967), «Магнитная гидродинамика несжимаемых сред» (1970), «МГД-течения в каналах» (1978), «Одно- и многофазные течения в электромагнитном поле» (1985), «Металлургия, преобразование энергии и МГД-течения» (1993).
Главный редактор «Российской еврейской энциклопедии». По религиозным убеждениям принадлежит к хабадскому хасидизму.

## Публикации
- Турбулентные магнитогидродинамические течения в трубах. Рига: Зинатне, 1967. — 208 с.
- Магнитная гидродинамика несжимаемых сред (с А. Б. Цинобером). М.: Наука, 1970. — 379 с.
- Magnetohydrodynamic flow in ducts. New York: John  Wiley & Sons, 1978. — 290 pp.
- Liquid-metal flows and magnetohydrodynamics: the third international seminar in the MHD flows and turbulence series. Progress in astronautics and aeronautics, v. 84. New York: American Institute of Aeronautics and Astronautics, 1983.
- Single- and multi-phase flows in an electromagnetic field: energy, metallurgical, and solar applications. Progress in astronautics and aeronautics, v. 100. New York: American Institute of Aeronautics and Astronautics, 1985.
- Liquid-metal flows: magnetohydrodynamics and applications. Progress in astronautics and aeronautics, v. 111. Washington, D.C.: American Institute of Aeronautics and Astronautics, 1988.
- Current trends in turbulence research. Progress in astronautics and aeronautics, v. 112. Washington, D.C.: American Institute of Aeronautics and Astronautics, 1988.
- Metallurgical technologies, energy conversion, and magnetohydrodynamic flows. Progress in astronautics and aeronautics, v. 148. Washington, DC: American Institute of Aeronautics and Astronautics, 1993.
- Advances in turbulence studies. Progress in astronautics and aeronautics, v. 149. Washington, D.C.: American Institute of Aeronautics and Astronautics, 1993.
- Progress in turbulence research. Progress in astronautics and aeronautics, v. 162. Washington, D.C.: American Institute of Aeronautics and Astronautics, 1994.
- Progress in fluid flow research: turbulence and applied MHD. Progress in astronautics and aeronautics, v. 182. Reston, VA: American Institute of Aeronautics and Astronautics, 1998.
- Turbulence and structures: chaos, fluctuations, and helical self-organization in nature and the laboratory. San Diego: Academic Press, 1999.

## Публицистика
- Возвращение (1976)[7].
- Fusion: Absolute Standards in a World of Relativity: Science, the Arts and Contemporary Life in the Light of Torah. Feldheim Publishing, 1990. — 211 pp.
- Science in the Light of Torah: A B'or Ha'Torah Reader. Jason Aronson, 1994. — 330 pp.
- Return: The Spiritual Odyssey of a Soviet Scientist. Jason Aronson, 1996. — 249 pp.
- Mind Over Matter: The Lubavitcher Rebbe on Science, Technology and Medicine. Second Edition. F R E E Publishing House, 2003. — 528 pp.
- The Ultimate Jew — A Biography of The Lubavitcher Rebbe. Shamir Books, 2003 and 2012. — 312 pp.